# Raggruppamento Nazionale per la Riforma e lo Sviluppo
Il Raggruppamento Nazionale per la Riforma e lo Sviluppo (in francese: Rassemblement National pour la Réforme et le Développement - RNRD; in arabo: التجمع الوطني للإصلاح و التنمية - Tewassoul) è un partito politico mauritano di orientamento islamista fondato nel 2007.  

## Risultati

### Elezioni presidenziali
| Elezione           | Candidato                  | Voti    | %     | Esito      |
| ------------------ | -------------------------- | ------- | ----- | ---------- |
| Presidenziali 2009 | Mohamed Jemil Ould Mansour | 37 059  | 4,76  | Non eletto |
| Presidenziali 2014 | Non ha partecipato         |         |       |            |
| Presidenziali 2019 | Sidi Mohamed Ould Boubacar | 166.508 | 17,87 | Non eletto |

### Elezioni parlamentari
| Elezione          | Collegio nazionale | Collegio nazionale | Collegio nazionale |
| Elezione          | Voti               | %                  | Seggi              |
| ----------------- | ------------------ | ------------------ | ------------------ |
| Parlamentari 2013 | 81 744             | 14,13              | 16 / 146           |
| Parlamentari 2018 | 79 283             | 11,65              | 14 / 157           |